# كوكون
كوكون (باليابانية: コクーン) هي سلسلة مانغا يابانية من تأليف ورسم ماتشيكو كيو. نُشرت في مجلة إيلغينس إيف التابعة لأكيتا شوتين منذ مارس 2009 إلى مايو 2010. اقتبست المانغا إلى مسرحية في عام 2013. ومسلسل أنمي في عام 2025 من انتاج ستوديو ساسايواري.

## القصة
في أوكيناوا خلال الأيام الأخيرة من الحرب العالمية الثانية، تتحول الطالبتان مايو وسان، إلى جنديتين في فيلق هيميوري المكون من طالبات مدارس تشكل كوحدة تمريض وارسل للجبهات. اثناء الحرب في اليابان.

## الشخصيات
- مايو (マユ)

أداء صوتي: هيكاري ميتسوشيما
- سان (サン)

أداء صوتي: ماريكا ايتو

## الأنمي
أعلن عن مسلسل الأنمي المتلفز في عام 2023 من انتاج ستوديو ساسايواري وإخراج إينا يوكيميتسو. والموسيقى من كينسوكي اوشيو. وهيتومي تاتينو كمنتجة. وعرض في مارس 2025 على قنوات هيئة الإذاعة اليابانية.